# Vodeane, Rozdilna
Vodeane (în ucraineană Водяне) este un sat în comuna Velîka Mîhailivka din raionul Rozdilna, regiunea Odesa, Ucraina.

## Demografie
Componența lingvistică a localității Vodeane
     Ucraineană (87,88%)
     Rusă (7,58%)
     Română (3,03%)
Conform recensământului din 2001, majoritatea populației localității Vodeane era vorbitoare de ucraineană (87,88%), existând în minoritate și vorbitori de rusă (7,58%), română (3,03%) și găgăuză (1,52%).